# Har Bental
Har Bental nebo jen Bental (hebrejsky הר בנטל, arabsky تل الغرام, Tal ar-Ram) je hora sopečného původu o nadmořské výšce 1171 metrů na Golanských výšinách, tedy na syrském území od roku 1967 obsazeném Izraelem.

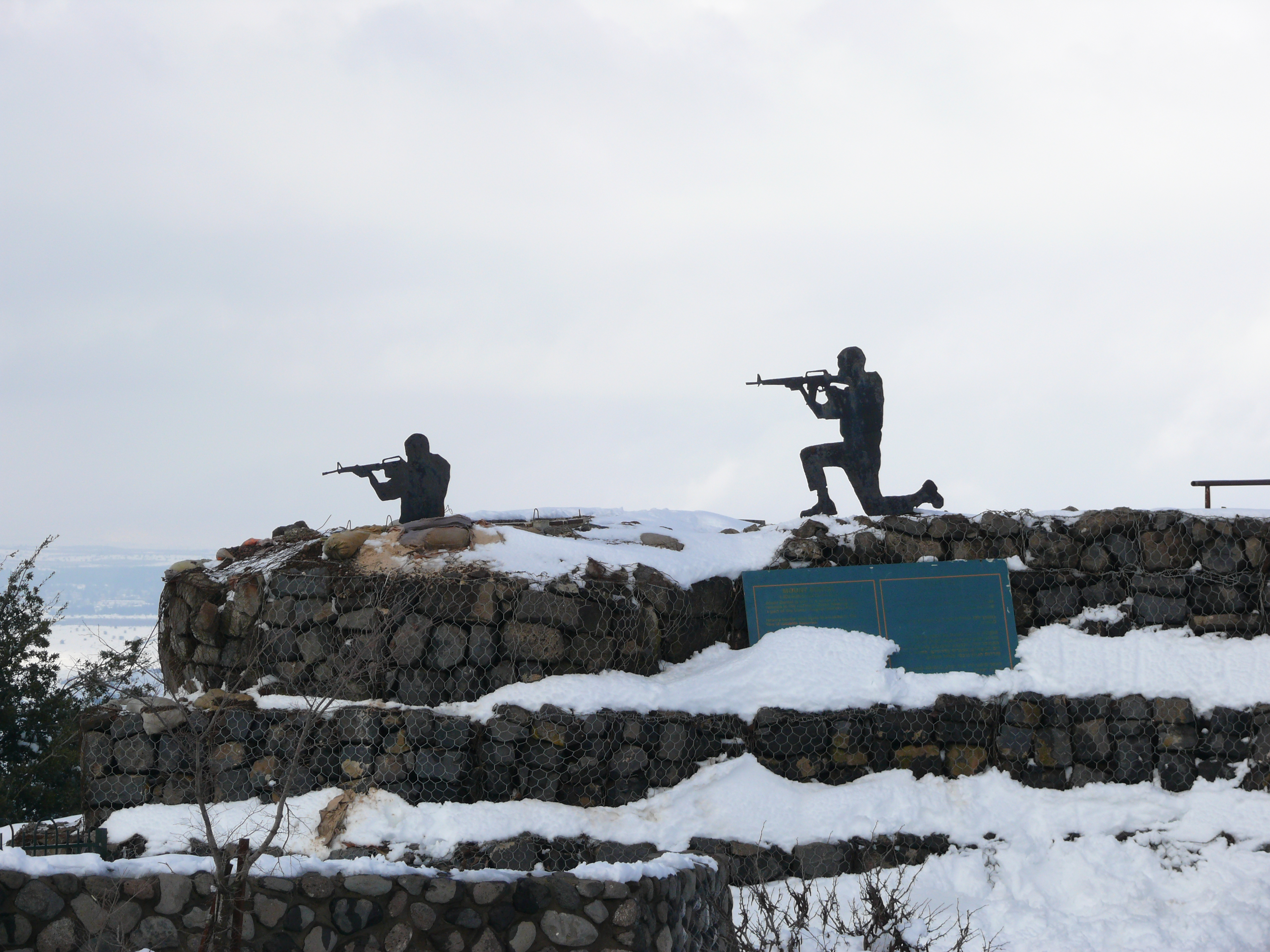
Původní stanoviště izraelské armády na vrcholu Har Bental

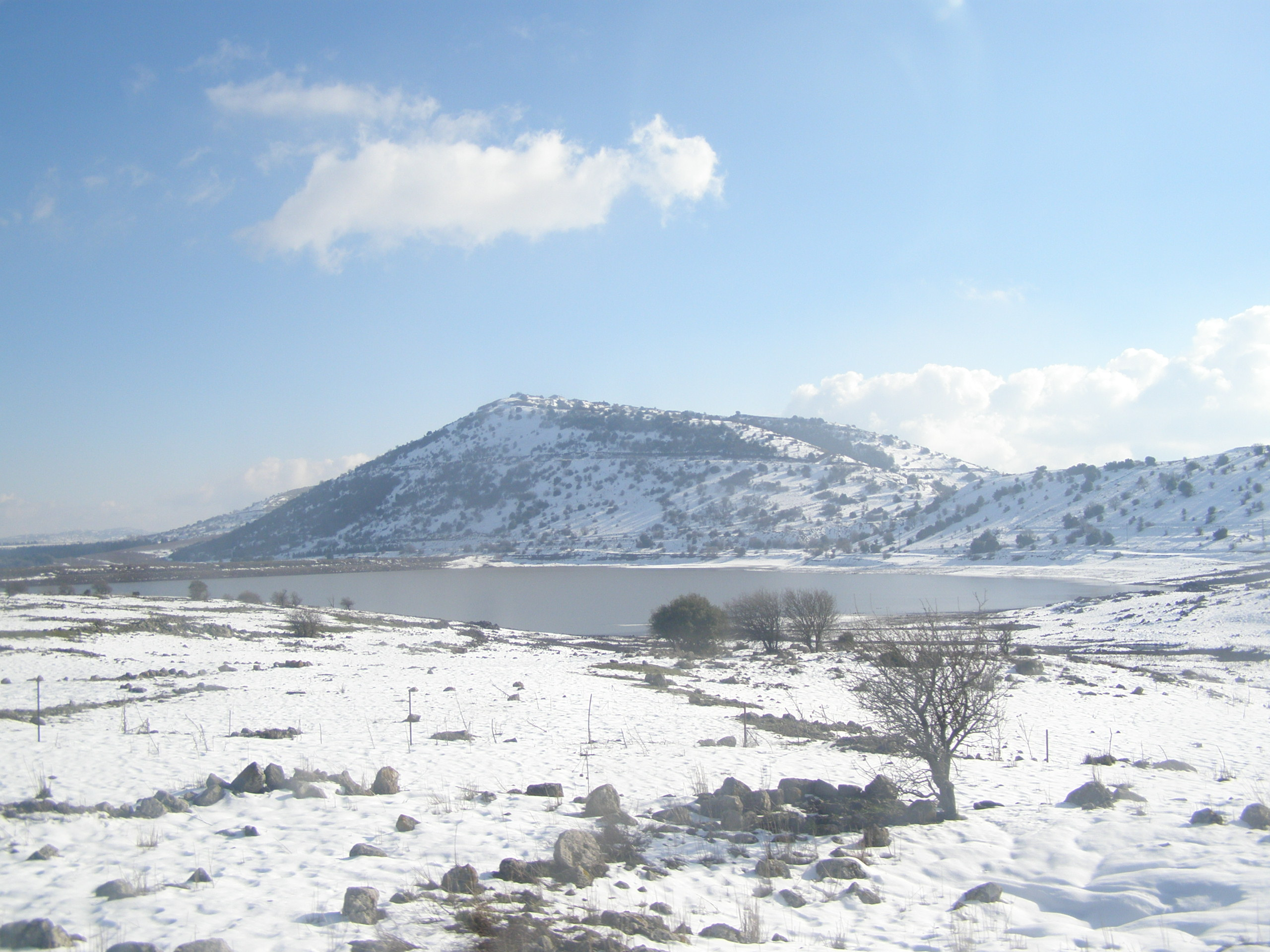
Zimní pohled na Har Bental

Nachází se v severovýchodní části Golanských výšin, 17 kilometrů severovýchodně od města Kacrin a 15 kilometrů jižně od města Madždal Šams, cca 3 kilometry od linie izraelské kontroly.
Har Bental vytvoří spolu se sousední horou Har Avital jednotný geologický celek. Jde o dva izolované vrcholy, které vystupující cca 200 metrů nad okolní náhorní planinu. Na severozápadním úpatí hory leží vesnice Merom Golan situovaná na nánosech původního lávového proudu. Oba vrcholky tvoří přírodní rezervaci (שמורת הר אביטל - הר בנטל, Šmoret Har Avital-Har Bental). Har Bental je turisticky využíván. Na vrcholku je návštěvnické centrum a kavárna Kafe Anan. Turistické centrum spravuje obec Merom Golan.
Z vrcholu se nabízí kruhový výhled na celý region Golanských výšin. Východním směrem je vidět hluboko do syrského vnitrozemí. Před rokem 1967 se tu nacházel syrský vojenský opěrný bod, pak zde měla pozorovací stanici izraelská armáda. Během jomkipurské války v roce 1973 se v okolí Har Bental odehrávala jedna z největších tankových bitev v dějinách. Syrská armáda se tu pokoušela o průlom pomocí 1500 tanků. Izraelské síly čítaly 160 tanků. V prostoru mezi tímto vrcholem a masivem Hermon severně odtud byla ze 100 izraelských tanků drtivá většina vyřazena z bojů. Nakonec tu zbylo jen 7 tanků proti 600 syrských a Izraelcům se podařilo útok zastavit. Krajina mezi Har Bental a Hermonem dostala pak přezdívku Údolí slz.
Na severním úpatí kopce leží umělá vodní nádrž (מאגר בנטל, Ma'agar Bental) zbudovaná v 80. letech 20. století pro soustřeďování povrchových vod a chov ryb.